# Canal del Duero
El Canal del Duero és un canal construït al segle xix a Valladolid per tal d'abastir d'aigua potable la ciutat i crear una gran superfície de regadiu als seus voltants. Valladolid sempre havia tingut problemes per obtenir aigua apta per al consum humà perquè estava situada a la confluència del Pisuerga i el seu afluent l'Esgueva, que arribava en diversos ramals formant una gran zona pantanosa i insalubre. Anteriorment, es prenien les aigües del Canal de Castella, però el creixement de la ciutat durant la industrialització va provocar majors necessitats d'aigua.
Després de dues iniciatives els anys 1864 i 1879 que no varen fructificar, va ser el 19 de novembre de 1880 quan van començar les obres. El 1883 el Canal estava obert fins al km 17 i les obres arribaven fins al km 37, sobre una distància total de 52 km. En l'actualitat segueix funcionant, encara que va necessitar una gran reparació el 2004-2005, ja que hi havia fuites, per la seva antiguitat.
Pren les seves aigües del Duero a la presa de Quintanilla de Onésimo i discorre fins a Valladolid pels termes municipals de Tudela de Duero i Laguna de Duero. Desemboca actualment al Pisuerga entre Santovenia i Cabezón.
Des de mitjans del segle XX la seva finalitat principal ha estat el regadiu. Per a aquest propòsit es completà l'obra amb diverses séquies que prenen les seves aigües del canal i les distribueixen per les zones circumdants. La séquia de Laguna-Puente Duero travessa el municipi de Laguna de Duero i arriba fins a Puente Duero.
Els marges del canal i de les seves séquies són actualment transitables. L'abundant vegetació que voreja el seu curs afavoreix la frescor en temps calorós i fa especialment agradable el passeig. Les vistes són també molt recomanables.